# Another You (Film, 2025)
Another You (Originaltitel: Başka Bir Sen) ist eine türkische Tragikomödie aus dem Jahr 2025, der von der Produktionsfirma MGX Film umgesetzt wurde. In der Türkei fand die Erstveröffentlichung des Films am 7. März 2025 als Original durch Disney+ via Star statt. Im deutschsprachigen Raum erfolgte die Erstveröffentlichung des Films am selben Tag durch Disney+ via Star.

## Besetzung und Synchronisation
Die deutschsprachige Synchronisation entstand nach dem Dialogbuch von Holger Wittekindt sowie unter der Dialogregie von Tiyam Akbarzadeh durch die Synchronfirma Iyuno Germany in Berlin.
| Rolle            | Schauspieler        | Synchronsprecher        |
| ---------------- | ------------------- | ----------------------- |
| Mümtaz           | Giray Altınok       | Robert Glatzeder        |
| echter Mümtaz    | Faruk Barman        | Tiyam Akbarzadeh        |
| Derya            | Ezgi Mola           | Andrea Cleven           |
| echte Derya      | Gözde Kaya          | Jennifer Bischof        |
| Oktay            | Kerem Özdoğan       | Fabian Oscar Wien       |
| Elif             | Deniz Cengiz        | Daniella Erdmann        |
| Muazzez          | Şükran Ovalı        | Sandra Maria Fronterré  |
| Mustafa          | Cihat Tamer         | Tim Moeseritz           |
| İpek             | Duru Hoşver         | Ness Gerung             |
| Arda             | Arda Türkmen        | Levin Jäger             |
| Lütfiye          | Nevra Serezli       | Judith Steinhäuser      |
| Zafer            | Hüseyin Avni Danyal | Thomas Schmuckert       |
| Melahat          | Nergis Çorakçı      | Daniela Thuar           |
| Korhan           | Ali Ediz Kırca      | Francisco Palma Galisch |
| Leyla            | Ezgi Ulusoy         | Yasemin Tolaz           |
| Özge             | Begüm Nil Kutluay   | Özge Kayalar            |
| Erkin            | Ömer Faruk Çavuş    | Dirk Talaga             |
| Mutter von Erkin | Mine Teber          | Sabine Arnhold          |
| Vater von Erkin  | Osman Alkaş         | Gerald Schaale          |
| Vater von Berkay | Yosi Mizrahi        | Andreas Hinz            |